# Davide Olivares
Davide Olivares (* 21. Juni 1971 in Vigevano) ist ein ehemaliger italienischer Fußballspieler.

## Karriere
Der Mittelfeldspieler begann seine Karriere 1988 bei Virescit Bergamo in der Serie C1. 1989 wechselte er zu Lazio Rom in die Serie A. Dort blieb er aber nur eine Saison und ging dann zurück nach Bergamo. 1992 wechselte er zu SPAL Ferrara in die Serie B, die aber am Ende der Runde abstiegen. Er blieb noch ein weiteres Jahr bei dem Klub und ging 1994 zum Drittligisten FC Bologna. Mit Bologna schaffte er 1995 den Aufstieg in die Serie B und im nächsten Jahr gar den Durchmarsch in die Serie A.
Im November 1996 wurde er an den Zweitligisten AS Bari abgegeben, mit dem er 1997 wiederum in die Serie A aufstieg. Nach drei Jahren bei Bari wechselte er 2000 zum Ligakonkurrenten US Lecce. Schon nach einem halben Jahr wurde er aber an den Drittligisten Como Calcio abgegeben. Nach einem positiven Dopingtest im Mai 2001 wurde er für acht Monate gesperrt. Danach war er nur noch bei unterklassigen Vereinen wie Lucchese, Giulianova, Calangianus und Aprilia aktiv.